# Synapha lachaisei
Synapha lachaisei är en tvåvingeart som beskrevs av Loïc Matile 1992. Synapha lachaisei ingår i släktet Synapha och familjen svampmyggor.
Artens utbredningsområde är Kenya. Inga underarter finns listade i Catalogue of Life.